# Óbidos (Pará)
Óbidos es un municipio brasileño del estado de Pará, localizado en la parte más estrecha y más rápida del Río Amazonas, que tiene allí solamente 1,7 km de ancho.
Es una ciudad antigua fundada en 1697 y ubicada entre Santarém y Oriximiná.  En la localidad se asienta la Diócesis de Óbidos. El nombre de la ciudad viene de Óbidos, una población en Portugal.

## Desastre del Sobral Santos II
Óbidos fue escenario de la tragedia del naufragio de la embarcación Sobral Santos II un día de septiembre de 1981, una de las peores tragedias marítimas en la historia del Río Amazonas. La embarcación fluvial hacía su viaje semanal entre Santarém y Manaus y se dice que llevaba sobrecupo de pasajeros en el momento en que se hundió cerca al puerto de Óbidos. Se estima que más de 300 personas murieron en el desastre, y hubo centenares de cuerpos que nunca pudieron ser identificados. En el 2014, investigador de pesca británico Jeremy Wade fue a Óbidos para indagar el papel que las especies de pescado del lugar pudieron haber jugado en la pérdida de vidas durante este desastre; sus hallazgos fueron documentados en el episodio de Monstruos de Río titulado "Apocalipsis del Amazonas".